# 胡蓉蓉

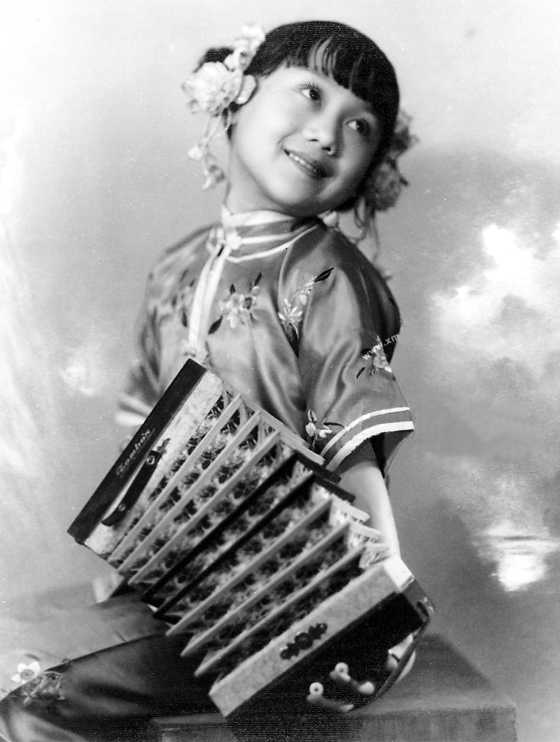
胡蓉蓉

胡蓉蓉（1929年2月18日—2012年3月30日）女，江苏宜兴人，生于上海，中国电影童星、舞蹈家、舞蹈教育家。

## 生平
1926年3月，莫斯科国家剧院舞剧团在上海卡尔登大戏院演出《吉赛儿》、《关不住的女儿》等芭蕾舞剧，此为芭蕾第一次传入中国。1934年，苏联侨民、芭蕾演员、编导索可尔斯基到上海，在上海开始私人教授芭蕾（后来在1936年正式成立了“索可尔斯基芭蕾舞学校”），时年5岁的胡蓉蓉开始学习芭蕾，成为索可尔斯基的弟子，也成为最早学习芭蕾艺术的中国人之一。
6岁时，胡蓉蓉参加电影《父母子女》的演出，后来先后参演电影《压岁钱》、《歌儿救母记》、《小侠女》等等。在电影中，胡蓉蓉表演了很多芭蕾舞、踢踏舞，舞风酷似美国童星秀兰·邓波儿，胡蓉蓉遂被誉为“中国的秀兰·邓波儿”。

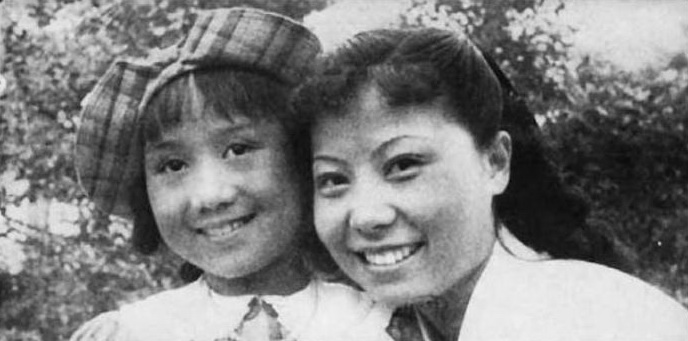
1937年龚秋霞（右）和胡蓉蓉（左）合影

抗日战争时期，1937年8月胡蓉蓉参加“救亡儿童剧团”大公演，表演《军人操》。日军占领上海后，胡蓉蓉在普通中学学习，并继续在索可尔斯基担任团长的俄罗斯芭蕾蹈剧团客串出演《天鹅湖》、《睡美人》、《胡桃夹子》、《唐·吉诃德》、《金鸡》、《火鸟》等剧目，且在《葛蓓莉娅》、《白雪皇后》、《伊戈王子》、《神驼马》中任主角。
1947年，胡蓉蓉考入震旦文理学院。1950年，胡蓉蓉应上海戏剧专科学校的邀请，出任该校舞蹈教师，由此正式开始芭蕾教育及创作生涯。她先后在上海中国福利会儿童艺术剧院、行知学校教授舞蹈。
1960年起，胡蓉蓉任上海市舞蹈学校副校长。1963年，在运用芭蕾舞表现手法，并吸取中国民族民间舞蹈的基础上，胡蓉蓉改编歌剧《白毛女》，并且于1964年6月完成了小型芭蕾舞剧《白毛女》的创作，傅艾棣任编导助理。1964年10月，中型芭蕾舞剧《白毛女》完成创作，同年于徐汇剧场上演，获观众好评及中共上海市委领导肯定，领导指示将中型芭蕾舞剧《白毛女》发展成大型芭蕾舞剧《白毛女》。1964年末，林泱泱、程代辉加入了创作组，同胡蓉蓉、傅艾棣一起创作了大型芭蕾舞剧《白毛女》。1965年5月，大型芭蕾舞剧《白毛女》完成创作，并在“上海之春”首演。1994年，大型芭蕾舞剧《白毛女》获“中华民族20世纪舞剧经典作品” 金奖。
1979年，上海芭蕾舞团（前身为上海市舞蹈学校《白毛女》剧组）成立，胡蓉蓉成为第一任团长。1982年，胡蓉蓉参与改编创作了芭蕾舞剧《雷雨》。1980年，胡蓉蓉任日本大阪第3届国际芭蕾舞比赛评委。1982年任美国第2届国际芭蕾舞比赛评委。胡蓉蓉还担任上海市舞蹈学校名誉校长，中国文学艺术界联合会委员，上海市文联副主席、上海市舞蹈家协会主席等职。
1990年3月，上海白玉兰戏剧奖创办，上海市演出公司总经理宋鸿柏提名胡蓉蓉任舞剧界评委，胡蓉蓉由此成为首届15位评委之一。
2012年3月30日，胡蓉蓉在上海病逝 。